# José Antonio Picasarri
José Antonio Picasarri Olózaga (Segura, Guipúzcoa, 13 de febrero de 1769 - Buenos Aires, 21 de septiembre de 1843) fue un sacerdote y músico argentino.

## Biografía
Llegó a Buenos Aires en 1783 y entró al año siguiente en el seminario de la ciudad llevado por su tío Juan Bautista Goiburu. En 1796 fue ordenado sacerdote. Desde 1793, fue maestro de capilla de la Catedral de Buenos Aires.
Debido a su postura de oposición contra el movimiento de independencia de Argentina, se vio obligado a abandonar el país con su sobrino Juan Pedro Esnaola en 1818. En 1822 volvieron ambos a entrar al país. En el mismo año fundó la Sociedad Filarmónica, con la que realizó obras conocidas de compositores en Argentina.